# Натурщик у позі св. Себастіяна
Нату́рщик у по́зі св. Себастія́на — картина роботи Тараса Шевченка, виконана ним взимку 1840–1841 років у Санкт-Петербурзі. Полотно, олія. Розмір 72 × 54,2. Справа внизу підпис художника олійною фарбою: Шевченко. Датується як робота, створена одночасно з «Автопортретом».
Зберігається в Державному російському музеї в Санкт-Петербурзі. Попередні місця збереження: власність Ф. П. Пономарьова, Т. П. Антіпо.